# Northborough (Massachusetts)
Northborough é uma vila localizada no condado de Worcester no estado estadounidense de Massachusetts. No Censo de 2010 tinha uma população de 14.155 habitantes e uma densidade populacional de 291,51 pessoas por km².

## Geografia
Northborough encontra-se localizado nas coordenadas 42° 19′ 24″ N, 71° 38′ 46″ O. Segundo o Departamento do Censo dos Estados Unidos, Northborough tem uma superfície total de 48.56 km², da qual 47.85 km² correspondem a terra firme e (1.45%) 0.7 km² é água.

## Demografia
Segundo o censo de 2010, tinha 14.155 pessoas residindo em Northborough. A densidade populacional era de 291,51 hab./km². Dos 14.155 habitantes, Northborough estava composto pelo 87.64% brancos, o 1% eram afroamericanos, o 0.11% eram amerindios, o 8.18% eram asiáticos, o 0.02% eram insulares do Pacífico, o 0.93% eram de outras raças e o 2.11% pertenciam a duas ou mais raças. Do total da população o 2.69% eram hispanos ou latinos de qualquer raça.